# Abraham Polak
Abraham Nahum Polak (parfois appelé AN Polak ou Poliak ; né le 2 septembre 1910 à Ochakiv, décédé le 5 mars 1970, à Tel Aviv) est un historien israélien, professeur à l'Université de Tel Aviv depuis sa création, professeur d'histoire médiévale et fondateur du département d'histoire du Moyen-Orient dans cette université. Ses principaux domaines de recherche sont l'histoire juive, l'histoire arabe, l'Islam, l'Afrique et l'histoire des Khazars.

## Biographie

### Petite enfance et éducation
Polak est né à Ochakiv, une petite ville du sud de l'Ukraine, alors partie de l'Empire russe. Peu d'informations sont connues sur ses premières années et sa famille. En 1923, il émigre en Palestine mandataire avec sa mère, Miriam Mindel (née Serebreni) et son frère aîné, Menashe Polak. La famille s'installe dans la ville de Haïfa où Polak fréquente le lycée entre les années 1924-1929 à l'école hébraïque Reali.
En 1930, Polak déménage à Jérusalem où il étudie à l'Université hébraïque. Entre 1930 et 1931, il étudie également l'histoire biblique à l'École biblique de Jérusalem. Alors qu'il est encore étudiant, Polak publie de nombreux articles dans le quotidien Davar, tels que : « Israël sous la domination des croisés », « Comment la terre d'Israël a été abandonnée », « Les minorités nationales en Irak et la nouvelle littérature arabe ».
En 1934, il obtient sa maîtrise en « Culture de l'Islam » et commence à rédiger sa thèse sur le thème de l'Histoire des relations foncières en Égypte, en Syrie et en Israël à la fin du Moyen Âge et à l'époque moderne, sous la direction du professeur Leo Aryeh Mayer. Il obtient son doctorat en 1936.

### Publications nationales et étrangères
Les articles de recherche de Polak sont souvent paru dans des publications étrangères. Le premier - « Les révolutions nationales en Égypte à l'époque des Mamelouks et leurs causes économiques », est publié en 1934 dans la revue parisienne Revue des études islamiques et en 1938, trois autres articles ont été publiés dans cette même revue. En 1937, il devient également membre de la Royal Asiatic Society à Londres et en 1939, il reçoit le prix de la société pour ses recherches sur le féodalisme au Moyen-Orient, qui ont été publiées à Londres sous forme de livre. Dans leur décision, les membres du comité de récompense notent que « le Dr Poliak a entrepris d'écrire un compte-rendu concis des systèmes féodaux en Égypte, en Syrie, en Palestine et au Liban… Cette monographie est d'un grand intérêt et regorge de suggestions et de notes intéressantes. »
En 1941, Polak publie l'article La Conversion des Khazars au judaïsme. Jusque-là, la culture des Khazars sortait du cadre des recherches de Polak mais cet article l'amène à approfondir ce sujet et en 1943 il publie son livre Khazaria : Histoire d'un royaume juif en Europe. Dans son livre, Polak affirme que les Khazars sont le fondement démographique des Juifs qui habitent l'Europe de l'Est à la fin du Moyen Âge et qui évoluent plus tard vers le judaïsme ashkénaze. Pour ce livre, Polak reçoit en 1943 le prix Bialik pour la pensée juive de la ville de Tel Aviv,. Le livre est qualifié par le jury « d'une grande valeur historique [...] qui jette un nouvel éclairage sur le sujet obscur du Royaume des Khazars et est important pour l'histoire des Juifs et du pays ».

### Service militaire et recherches complémentaires
Après la formation de l'État d'Israël en 1948, Polak est enrôlé dans l'armée israélienne et commence son service dans l'Unité des services culturels, qui devient plus tard une partie de l'Education and Youth Corp. Pendant 10 ans, il est rédacteur en chef à la Section des publications pédagogiques et prend sa retraite en 1959 avec le grade de major. Ses supérieurs décrivent Polak dans diverses évaluations comme étant « ... très instruit et avec de vastes connaissances ... » (1952), « un homme extraordinaire avec des compétences et des talents spéciaux » (1958), « ... une personne remarquable dans de nombreuses aspects et qui ne peut pas être défini en termes conventionnels, il possède un intellect profond et des capacités analytiques étonnantes » (1959). Tout au long de son service, Polak continue à publier de nombreux livres au sein du centre de publication de Tsahal, tels que : Géopolitique d'Israël et du Moyen-Orient, Le potentiel naval des États arabes, La lutte pour la route de Jérusalem, Fondation de l'État d'Israël, Forces de sécurité dans la région de Judée, et bien d'autres. En 1955, il reçoit le prix Kugel pour le travail littéraire et scientifique de la ville de Holon pour son livre La Bible et les mouvements sociaux nationaux,.

### Travail académique et liens internationaux
En 1955, alors qu'il est encore officier de Tsahal, Polak commence à donner des conférences à l'Institut universitaire pour la culture israélienne qui, un an plus tard, est au cœur du département des sciences humaines de la toute nouvelle Université de Tel Aviv. Entre 1961 et 1966, Polak est professeur d'histoire du Moyen Âge et fonde et dirige le Département des études du Moyen-Orient. Plus tard, il enseigne au Département des pays en développement et consacre ses recherches à l'histoire des Juifs, des Arabes et d'autres nations musulmanes et africaines.
Polak maintient des liens étroits avec des organisations internationales et est régulièrement invité à participer à des conférences professionnelles partout dans le monde, telles que : le Congrès international des historiens (Stockholm 1960), le Congrès international des orientalistes (Bruxelles 1938, Moscou 1960, New Delhi 1964), le Parlement des religions du monde (Calcutta 1964) et dans de nombreux événements du Congrès mondial des études juives (Jérusalem 1947, 1957, 1961, 1965, 1969),. Polak est également membre de l'International African Institute (IAI) à Londres.
Polak ne s'est jamais marié. Il est décédé à son domicile de Tel Aviv le 5 mars 1970 à l'âge de 59 ans. Il est enterré au cimetière Holon.

### Polak et les Khazars
À ce jour, Polak est réputé principalement en raison de son livre sur l'histoire des Khazars, bien que ses vastes recherches avant et après la publication de ce livre aient été consacrées à d'autres domaines d'intérêt. Plus tard dans sa vie, Polak ne devait évoquer à nouveau la question des Khazars qu'en 1969, année où il prononce un discours sur ce sujet au Congrès mondial des études juives à Jérusalem.
Son livre Khazaria : Histoire d'un royaume juif en Europe est révolutionnaire, non seulement en raison de l'approche globale de la question des Khazars, mais surtout parce que pour la première fois, des sources islamiques sont utilisées. Ces sources étaient essentiellement inconnues des chercheurs occidentaux et ont été découvertes par Polak à travers ses travaux basés sur des auteurs arabes, persans et kurdes.
Dans son livre, Polak présente deux hypothèses importantes, quoique controversées — la première est l'origine non moyen-orientale de la plupart des Juifs d'Europe orientale ; la seconde selon laquelle le yiddish serait né en Crimée et non en Allemagne, comme on le croyait précédemment.
Au départ, le livre est bien reçu,. Le critique littéraire B. Lobotzki du journal HaMashkif écrit : 
« L'Institut Bialik nous a livré maintenant un livre important sur Khazaria. Il aborde la question dont tout le monde sait qu'elle a eu une influence majeure sur la formation des juifs polonais et d'Europe orientale, mais peu ont pris la peine de rassembler les quelques sources survivantes, de les poursuivre pendant de nombreuses années jusqu'à ce que, derrière le brouillard des mythes et des contrefaçons le vrai caractère du royaume des Khazars se révèle. Le professeur Polak a fait en sorte que cela se produise, et il a agi avec diligence et minutie. Le livre lui-même, la bibliographie qui y est jointe, prouvent l'étendue de l'engagement de l'auteur, qui n'a négligé aucune source, et avec un sens unique de l'histoire a su trouver le critère pour distinguer entre vérité et mensonge, entre fiction et faits, entre tradition et folklore. »
La critique du livre du Palestine Post affirme : 
« Il s'agit de la première tentative de présenter l'histoire du royaume des Khazars [...] un examen méthodique des sources de première main a permis à l'auteur de déterminer que le royaume des Khazars s'est effondré en 1239 et même de conclure que jusqu'à sa chute, c'était un État puissant et indépendant ».
Même Salo Wittmayer Baron et Ben-Zion Dinur, deux des principaux historiens juifs de ces années, acceptent les hypothèses fondamentales de Polak. Le professeur Baron déclare que « [...] de Khazaria, les Juifs ont commencé à pénétrer dans les vastes plaines d'Europe de l'Est. Cette migration s'est produite à la fois pendant le pic du royaume des Khazars et pendant son déclin ». Le professeur Dinur n'a pas hésité à confirmer que Khazaria était « l'origine de la diaspora, l'origine d'une des plus grandes diasporas, la diaspora de Russie, de Lituanie et de Pologne » .
Néanmoins, ces mêmes hypothèses que Polak présentent dans son livre, sont la cible de critiques dans divers milieux en raison de leurs ramifications possibles sur le droit des Juifs de s'installer en Israël. Dès 1944, l'historien juif Aharon Zeev Eshkoli affirme : « Je ne sais pas quelle joie et quelle dignité il trouve dans notre descendance turco - mongole plutôt que dans notre ascendance juive ».
Le livre de Polak sur Khazaria n'est publié qu'en trois éditions — en 1943, en 1944 (avec des corrections) et en 1951 avec un supplément sur l'origine de la langue yiddish, également écrit par Polak.
Après sa mort, l'intérêt pour les travaux de Polak baisse progressivement et son livre Khazaria n'est plus imprimé en Israël, bien que depuis sa publication, il soit cité dans presque toutes les recherches majeures sur les Khazars dans le monde,,,,,,,,.
La première traduction de son livre est publiée en 2015 en polonais. Pour la première fois, une biographie de Polak est écrite et une bibliographie complète de ses livres et articles est rassemblée.

## Œuvres choisies

### Livres
- Féodalisme en Égypte, en Syrie, en Palestine et au Liban 1250-1900 ; Londres 1939
- Toldot hayachasim hakarkaim beMitsrayim, Suria ve Eretz Israël be-sof Yemei HaBeynayim vebazman hachadash [L'histoire des relations foncières en Égypte, en Syrie et en Israël à la fin du Moyen Âge et à l'époque moderne]; Jérusalem 1940
- Khazaria - Toldot mamlacha Yehudit BeEropa [Khazaria: Histoire d'un royaume juif en Europe]; Tel Aviv 1943, 1944 (édition corrigée), 1951 (édition corrigée)
- Divrei yemei haAravim mishachar kiyumenu vead ledoroteinu [Histoire des Arabes depuis l'aube de notre existence jusqu'à nos jours]; Jérusalem 1945
- Yehudei Polin beEretz Israel [Juifs polonais en Israël]; Jérusalem 1947
- Geopolitika shel Yisrael veHamizrach Hatichon [Géopolitique d'Israël et du Moyen-Orient]; Tel Aviv 1950
- HaTanach vehatnuot hasotsialiot ba'amim [La Bible et les mouvements sociaux nationaux]; Tel Aviv 1954
- BeKom Medinat Israël [fondateur de l'État d'Israël]; Tel Aviv 1955
- Eretz Israël BeYemei HaShilton HaParsi [Israël au Persan Times]; Tel Aviv 1956
- Yahadut Bavel [la communauté juive babylonienne]; Tel Aviv 1959
- Yahadut Sefarad [La communauté juive séfarade]; Tel Aviv 1960

### Articles
- «Tachat shilton haTsalbanim beEretz Israel» [Israël sous la règle des croisés ]; Davar 1930
- " Les révoltes populaires en Égypte à l'époque des mamelouks et leurs causes économiques"; Revue des Études Islamiques 1934
- "La féodalité islamique"; Revue des Études Islamiques 1936
- "Quelques notes sur le système féodal des Mamelouks"; Le Journal de la Royal Asiatic Society de Grande-Bretagne et d'Irlande 1937
- "Yehudei haMizrach haTichon besof yemei haBeinayim (lefi mekorot Aravim)" [Les Juifs du Moyen-Orient à la fin du Moyen-Âge (selon des sources arabes)]; Sion 1937
- "Problèmes agraires au Moyen-Orient"; Palestine et Moyen-Orient 1938
- "Classification des terres dans la loi islamique et ses termes techniques"; Journal américain des langues et littératures sémitiques 1940
- "Hitgayrut haKuzarim" [La conversion des Khazars au judaïsme]; Sion 1941
- "L'influence de la Yasa de Chingiz-Khan sur l'organisation générale de l'État mamelouk"; Bulletin de l'École des études orientales 1942
- "Les manuscrits de la mer Morte: une nouvelle approche"; La revue trimestrielle juive 1958
- "HaYesod HaYehudi she-be-Arviyei Ertz Israel" [L'élément juif chez les Arabes israéliens]; Molad 1965